# Provincia Yasothon
Yasothon (în thailandeză ยโสธร) este o provincie (changwat) din Thailanda. Situată în regiunea de Nord-Est, provincia Yasothon are în componența sa 9 districte (amphoe), 78 de sub-districte (tambon) și 835 de sate (muban). 
Cu o populație de 539.265 de locuitori și o suprafață totală de 4.161,7 km2, Yasothon este a 47-a provincie din Thailanda ca mărime după numărul populației și a 54-a după mărimea suprafeței.